# Podolin (województwo łódzkie)
Podolin – wieś w Polsce położona w województwie łódzkim, w powiecie piotrkowskim, w gminie Moszczenica.
Wieś biskupstwa włocławskiego w powiecie piotrkowskim województwa sieradzkiego w końcu XVI wieku. Do 1953 roku istniała gmina Podolin.
1 I – 8 XII 1973 w gminie Czarnocin w powiecie łódzkim. W latach 1975–1998 miejscowość położona była w województwie piotrkowskim.
Podolin leży wzdłuż drogi powiatowej nr 30155. Sąsiaduje z wsiami: Srock, Budy Szynczyckie, Biskupia Wola, Gościmowice.
Przez wieś biegnie rurociąg PERN „Przyjaźń” oraz wodociąg Tomaszów – Łódź.
Zobacz też: Podolin, Podolina